# Christian Lovén (ämbetsman)
Christian Edvard Nicolovius Lovén, född den 24 maj 1881 i Stockholm, död där den 14 april 1970, var en svensk ämbetsman. Han var son till överste Christian Lovén och far till Birgitta Hammar.
Lovén avlade studentexamen 1900, blev reservunderlöjtnant 1902, juris utriusque kandidat vid Uppsala universitet 1908 och genomförde tingstjänstgöring i Rönnebergs, Onsjö och Harjagers domsaga 1908–1911. Han blev amanuens i Kammarkollegium 1911, i Finansdepartementet 1912, var sekreterare hos byggnadssakkunniga 1913–1917, hos Djurgårdssakkunniga 1913–1917, i Byggnadsstyrelsen från 1918 och var byråchef vid dess administrativa byrå 1921–1946. Lovén var ledamot i överstyrelsen för Gålöstiftelsen, styrelseledamot vid Kungliga teatern, Dramatiska teatern och Stockholms konserthus samt styrelsesuppleant i Stockholms konsertförening. Han blev riddare av Nordstjärneorden 1923 och kommendör av andra klassen av samma orden 1936. Lovén är begravd på Solna kyrkogård.